# Rajon Welyka Biloserka
Der Rajon Welyka Biloserka (ukrainisch Великобілозерський район; russisch Великобелозёрский район/Welikobelosjorski rajon) war eine Verwaltungseinheit in der Ukraine innerhalb der Oblast Saporischschja.
Der Rajon Welyka Biloserka wurde 1923 gegründet, zwischenzeitlich abgeschafft und 1993 neu gegründet. Er hatte eine Fläche von 470 km², eine Länge von Ost nach West von 17 km und eine Bevölkerung von 8323 Einwohnern (2010). Mit seiner Bevölkerungsdichte von nur 18 Einwohner pro km² war er einer der dünnbesiedelsten Rajone der gesamten Ukraine.
Der Verwaltungssitz war das Dorf Welyka Biloserka, das im Westen der Oblast Saporischschja 120 km südwestlich vom Oblastzentrum Saporischschja, 30 km südlich von Enerhodar und 38 km südöstlich von Kamjanka-Dniprowska am Ufer des Flusses Biloserka (ukrainisch Білозерка) lag.

Flagge der Region

Am 17. Juli 2020 kam es im Zuge einer großen Rajonsreform zum Anschluss des Rajonsgebietes an den Rajon Wassyliwka.

## Geographie
Der Rajon grenzte im Westen an den Rajon Werchnij Rohatschyk der Oblast Cherson, im Norden an den Rajon Kamjanka-Dniprowska, im Osten an den Rajon Wassyliwka und im Süden an den Rajon Wessele. Durch das ehemalige Rajonsgebiet fließt die Biloserka, ein 84,8 km langer, linker Nebenfluss des Dnepr.

## Administrative Gliederung
Auf kommunaler Ebene war der Rajon in fünf Dörfer mit acht Landratsgemeinden unterteilt.
Das Dorf Welyka Biloserka ist das Einzige in der Ukraine, das in vier Gemeinderäte unterteilt ist.
Dementsprechend gliederte sich dieser Rajon anders als alle anderen in der Ukraine.
Zum einen in das Dorf Welyka Biloserka mit den folgenden Gemeinderäten:
- Landratsgemeinde Welyka Biloserka (ukrainisch Великобілозерська сільська рада)
- Landratsgemeinde Tscherwona (ukrainisch Червона сільська рада)
- Landratsgemeinde Trudowa (ukrainisch Трудова сільська рада)
- Landratsgemeinde Nowopetriwska (ukrainisch Новопетрівська сільська рада)

und in vier weitere Dörfer, die jeweils eine eigene Landratsgemeinde darstellten.

### Dörfer
| Dörfer                   | Dörfer           | Dörfer                                  | Dörfer                                               |
| Name                     | Name             | Name                                    | Gemeindezuordnung                                    |
| ukrainisch transkribiert | ukrainisch       | russisch                                | Gemeindezuordnung                                    |
| ------------------------ | ---------------- | --------------------------------------- | ---------------------------------------------------- |
| Welyka Biloserka         | Велика Білозерка | Великая Белозёрка (Welikaja Belosjorka) | Welyka Biloserka, Tscherwona, Trudowa, Nowopetriwska |
| Hjuniwka ⊙               | Гюнівка          | Гюновка (Gjunowka)                      | Hjuniwka                                             |
| Selena Balka ⊙           | Зелена Балка     | Зелёная Балка (Seljonaja Balka)         | Selena Balka                                         |
| Katschkariwka ⊙          | Качкарівка       | Качкаровка (Katschkarowka)              | Katschkariwka                                        |
| Nowopetriwka ⊙           | Новопетрівка     | Новопетровка (Nowopetrowka)             | Nowopetriwka                                         |